# Grégoire (évêque orthodoxe)
Pour les articles homonymes, voir Grégoire et Postnikov.
Grigori (Postnikov), (né le 1er novembre 1784 dans le village de Mikhaïlovski, comté de Nikita, Province de Moscou ; mort en 1860 à Saint-Pétersbourg) fut recteur de l'Académie théologique de Saint-Pétersbourg en 1819 puis métropolite de Novgorod et de Saint-Pétersbourg en 1856.

## Biographie
Il étudie sous la direction de Philarète de Moscou dont il est l'un des élèves favoris.
Recteur de l'Académie théologique de Saint-Pétersbourg en 1819, il fonde en 1821 la revue Христианское чтение ("La Lecture chrétienne") qui parvient à 2400 abonnés en 1825: la revue offrait un guide dans les lectures spirituelles; par la suite une rubrique de mystique puis une partie de traduction patristique y furent intégrées. 
En 1848, il est nommé archevêque de Kazan, et face aux vagues d'apostasie dans les minorités de son diocèse, il propose que l'Académie théologique de Kazan se dote d'une Section missionnaire, ce qui sera fait en 1854.
En 1854, il publie L'Église véritablement ancienne et véritablement orthodoxe: ouvrage célèbre contre le Raskol.
Il devient métropolite de Novgorod et de Saint-Pétersbourg en 1856.
Il meurt en 1860.

## Sélection d'œuvres
- Commentatio de prophetis in genere, 1817 (thèse de doctorat)
- Истинно-древняя, истинно-православная Христова Церковь ("L'Église véritablement ancienne et véritablement orthodoxe"), Saint-Pétersbourg, 1854

## Sources
- Georges Florovsky, Les Voies de la théologie russe, Paris, 1937; trad. et notes de J.C. Roberti, Paris, Desclée de Brouwer, 1991, p249-250